# Richard Beals
Richard William Beals (Erie, Pensilvânia, 28 de maio de 1938) é um matemático estadunidense, que trabalha com equações diferenciais parciais e análise funcional. É conhecido como autor ou co-autor de diversos livros-texto de matemática.
Beals estudou na Universidade Yale, obtendo o bacharelado em 1960, um mestrado em 1962 e um Ph.D. em 1964, orientado por Felix Browder, com a tese Non-Local Boundary Value Problems for Elliptic Partial Differential Operators. No ano acadêmico de 1965/1966 foi professor assistente visitante na Universidade de Chicago, onde foi em 1966 professor assistente e depois professor. Em 1977 foi professor da Universidade Yale.

## Obras
- Analysis – an introduction, Cambridge University Press 2004
- com Peter Greiner: Calculus on Heisenberg Manifolds, Princeton University Press 1988[4]
- Advanced mathematical analysis; periodic functions and distributions, complex analysis, Laplace transform and applications, Springer Verlag 1973
- com M. Salah Baouendi e Linda Preiss Rothschild (Eds.) Microlocal Analysis, American Mathematical Society 1984[5]
- com Roderick Wong: Special functions: a graduate text, Cambridge University Press 2010[6]
- Topics in Operator Theory, University of Chicago Press 1971
- com Percy Deift, Carlos Tomei: Direct and inverse scattering on the line, American Mathematical Society 1988[7]